# Jay Chandrasekhar
Pour les articles homonymes, voir Chandrasekhar.
Jay Chandrasekhar est un réalisateur, acteur, scénariste, monteur et producteur américain né le 9 avril 1968 à Chicago, Illinois (États-Unis). C’est un des membres de Broken Lizard.

## Filmographie

### Comme réalisateur
- 1996 : Puddle Cruiser (en) (+ producteur)
- 2001 : Super Troopers
- 2001 : Les Années campus (Undeclared) (série TV)
- 2004 : Club Dread
- 2005 : Shérif, fais-moi peur (The Dukes of Hazzard)
- 2006 : Le Festi-Bière (Beerfest)
- 2012 : Babymakers
- 2018 : Super Troopers 2 (en)

### Comme acteur
- 1996 : Puddle Cruiser (en) : Zach
- 2001 : Super Troopers : State Trooper Arcot 'Thorny' Ramathorn
- 2002 : Reel Comedy: Super Troopers (TV) : Thorny
- 2004 : Club Dread : Putman
- 2005 : Shérif, fais-moi peur (The Dukes of Hazzard) : Campus Cop #1
- 2006 : Le Festi-Bière (Beerfest) : Barry Badrinath
- 2006 : Jackass: Number Two : lui-même
- 2017 : Brooklyn Nine-Nine, Saison 5, épisode 16 : lui-même
- 2018 : Super Troopers 2 (en) : Thorny

### Comme scénariste
- 1996 : Puddle Cruiser (en)
- 2001 : Super Troopers
- 2004 : Club Dread
- 2006 : Le Festi-Bière (Beerfest)

### Comme monteur
- 1996 : Puddle Cruiser (en)
- 1999 : Two Ninas
- 2001 : Super Troopers
- 2005 : Shérif, fais-moi peur (The Dukes of Hazzard)